# Iñaki Larrimbe Ibáñez
Iñaki Larrimbe Ibáñez (Vitoria, 28 de enero de 1967) es un artista multidisciplinar y activista cultural.

## Trayectoria
Sus trabajos más recientes constituyen una reflexión, desde la ironía y el humor,  en torno al turismo cultural y al papel que desempeñan los museos en nuestra sociedad.  Es el caso de su última exposición individual "Feria" en el Museo Artium de Vitoria en 2013.
En esta misma línea se sitúan proyectos como "Postal Freek", edición y distribución de postales turísticas, “no oficiales” en Madrid, producido por AVAM en 2012 o "PM: Unofficial tourism", creando una oficina de turismo alternativo en colaboración con el Museo Es Baluard de Mallorca en 2011. Cabe también destacar "Turismo raro", que supuso la edición de una guía turística alternativa destinada a ser abandonada en espacios públicos de Madrid y que fue producida por Madrid Abierto y el Ministerio de Cultura en 2012.
Ha tomado parte en numerosas exposiciones colectivas como "Archivo Madrid Abierto" en Matadero de Madrid y "Arte útil" en el Espacio Off Limits de Madrid, ambas en el año 2011, así como en la muestra "Objeto de réplica" en el Museo Artium en 2010 u "Objectland: en la tierra de los objetos" en la Galería Siboney junto a Chema Madoz y Ciuco Gutiérrez en 2005.
Su labor como artista se extiende hasta Sudamérica,donde ha desarrollado obras como el diario único de viajes "Seria Soneub", realizado durante su estancia en Buenos Aires y expuesto en la Sala Recoletta de dicha ciudad.
Ha participado como coordinador de "Inmersiones" los años 2008, 2009 y 2011 en la Sala Amárica de Vitoria y del espacio independiente Zuloa entre 1999 y 2009.
Es a su vez director del fanzine cultural Acción, cofundador y maquetador del fanzine TMEO (firmando como Larri) y columnista cultural del Diario de Noticias de Álava.

## Catálogos y fanzines

### Selección
- Larrimbe, Iñaki: "La Piel Falsa", Nexus Creativos, Vitoria, 1993.ISBN 848-70-819-67
- VV.AA: "Iñaki Larrimbe: Plasticwo(l)d", Galería Siboney, Santander, 2001.
- Larrimbe, Iñaki: "Iñaki Larrimbe: plasticman", Bilbao Arte, Bilbao, 2001.
- Larrimbe, Iñaki: "Los Diminutos", Nexus Creativos, Vitoria, 2003.
- Larrimbe, Iñaki: "Seria Soneub: El Trailer", Gobierno de la Ciudad de Buenos Aires, Buenos Aires, 2007.
- VV.AA: "¿Sauna finlandesa o descenso de barrancos?, Ayuntamiento de Vitoria, Departamento de Cultura, Vitoria, 2008.ISBN 978-84-96845-27-5
- VV.AA: "Éste no es otro aburrido catálogo de arte", Autoedición, 2012.
- Larrimbe, Iñaki: "Feria". Centro Museo Artium de Álava. 2014. ISBN 978-84-940002-6-3